# Itemir
Itemir (Itemirus medullaris) – rodzaj teropoda, żyjący w późnej kredzie. Być może był tyranozauroidem, choć fragmentaryczność materiału kopalnego (puszka mózgowa oznaczona jako PIN 327/699) utrudnia ustalenie jego pozycji systematycznej. Na jej podstawie można stwierdzić, że części mózgu itemira odpowiedzialne za wzrok i równowagę były duże. U innych tyranozauroidów (o ile itemir jest tyranozauroidem) np. tarbozaura części mózgu odpowiedzialne za węch były duże, a za wzrok małe. Opisany przez Kurzanowa w 1976 jako karnozaur (w tych czasach do karnozaurów wliczano wszystkie duże teropody w tym tyranozauroidy, ceratozaury i megalozaurydy). żył w turonie-santonie (93,5–83,5 mln lat temu). Miał ok. 1,5 m długości, 70 cm wysokości i 15 kg wagi. Skamieliny itemira znaleziono w formacji bieleutińskiej na pustyni Kyzył-kum, wilajet nawojski (Uzbekistan, Azja). Jego klasyfikacja nie jest pewna – może być tyranozauroidem lub dromeozaurem Siergiej Kurzanow utworzył dla niego rodzinę Itemiridae, jednak jest ona kladem nieaktywnym z powodu monotypowości i braku definicji.
Itemir był przypuszczalnie szybkim i zwinnym drapieżnikiem, polującym na niewielkiego zwierzęta np. mezozoiczne ssaki. W formacji bieleutińskiej oprócz itemira znaleziono także aralozaura oraz wiele niezidentyfikowanych dinozaurów jak np. niezidentyfikowany ankylozaur i zauropod.